# Валансоль
Валансо́ль (фр. Valensole, окс. Valençòla) — коммуна во Франции, находится в регионе Прованс — Альпы — Лазурный Берег. Департамент коммуны — Альпы Верхнего Прованса. Административный центр кантона Валансоль. Округ коммуны — Динь-ле-Бен.
Код INSEE коммуны — 04230.

## Население
Население коммуны на 2008 год составляло 2875 человек.
| 1962 | 1968 | 1975 | 1982 | 1990 | 1999 | 2008 |
| ---- | ---- | ---- | ---- | ---- | ---- | ---- |
| 1712 | 1791 | 1721 | 1944 | 2202 | 2334 | 2875 |

## Экономика
В 2007 году среди 1623 человек в трудоспособном возрасте (15—64 лет) 1097 были экономически активными, 526 — неактивными (показатель активности — 67,6 %, в 1999 году было 67,1 %). Из 1097 активных работали 972 человека (528 мужчин и 444 женщины), безработных было 125 (48 мужчин и 77 женщин). Среди 526 неактивных 129 человек были учащимися или студентами, 203 — пенсионерами, 194 были неактивными по другим причинам.

## Достопримечательности
- Замок Бар (1627 год)
- Приходская церковь Сен-Дени, исторический памятник
- Часовня Сен-Жан
- Часовня Св. Анны
- Некрополь поздней античности

## Фотогалерея

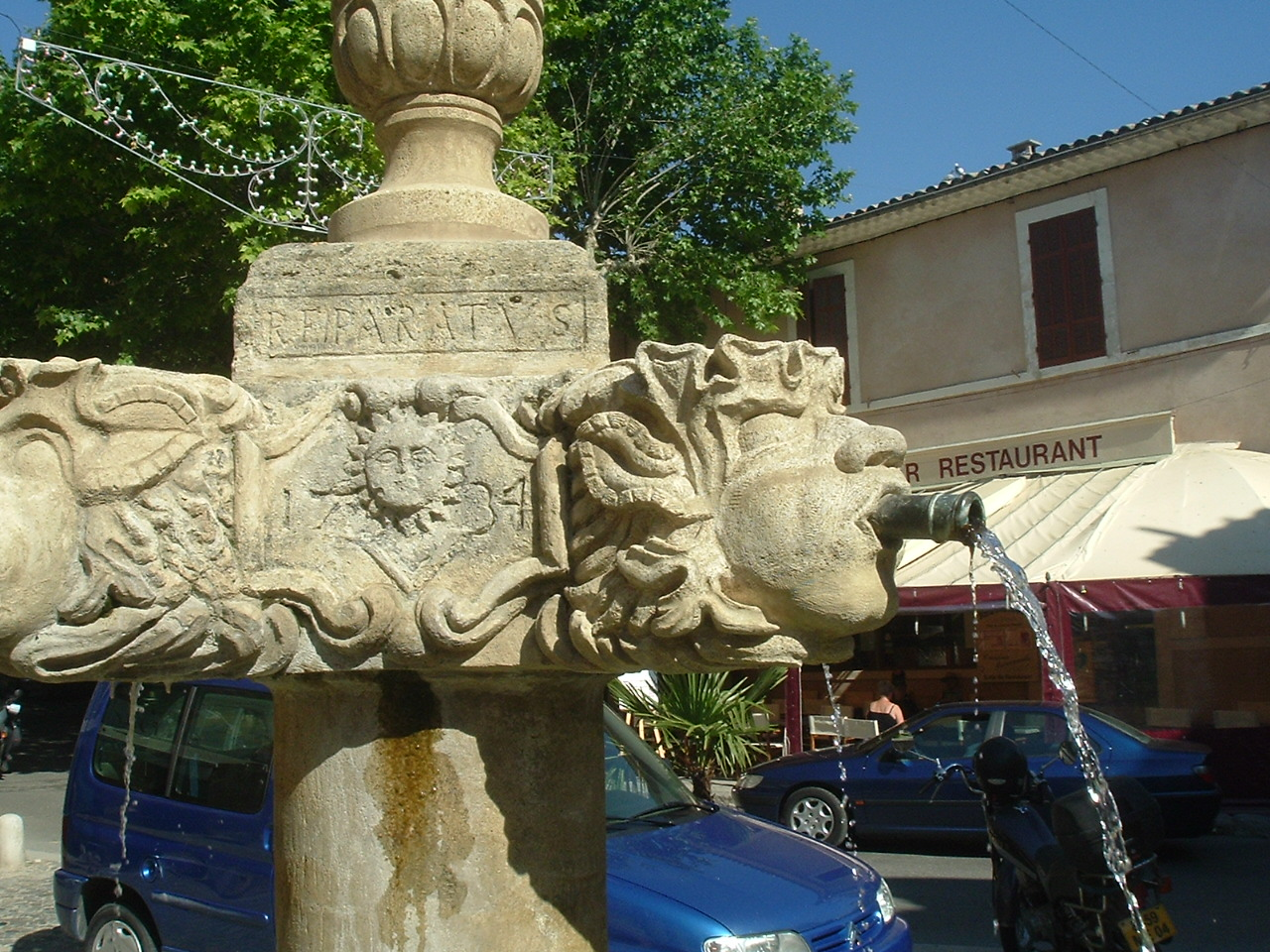
Фонтан
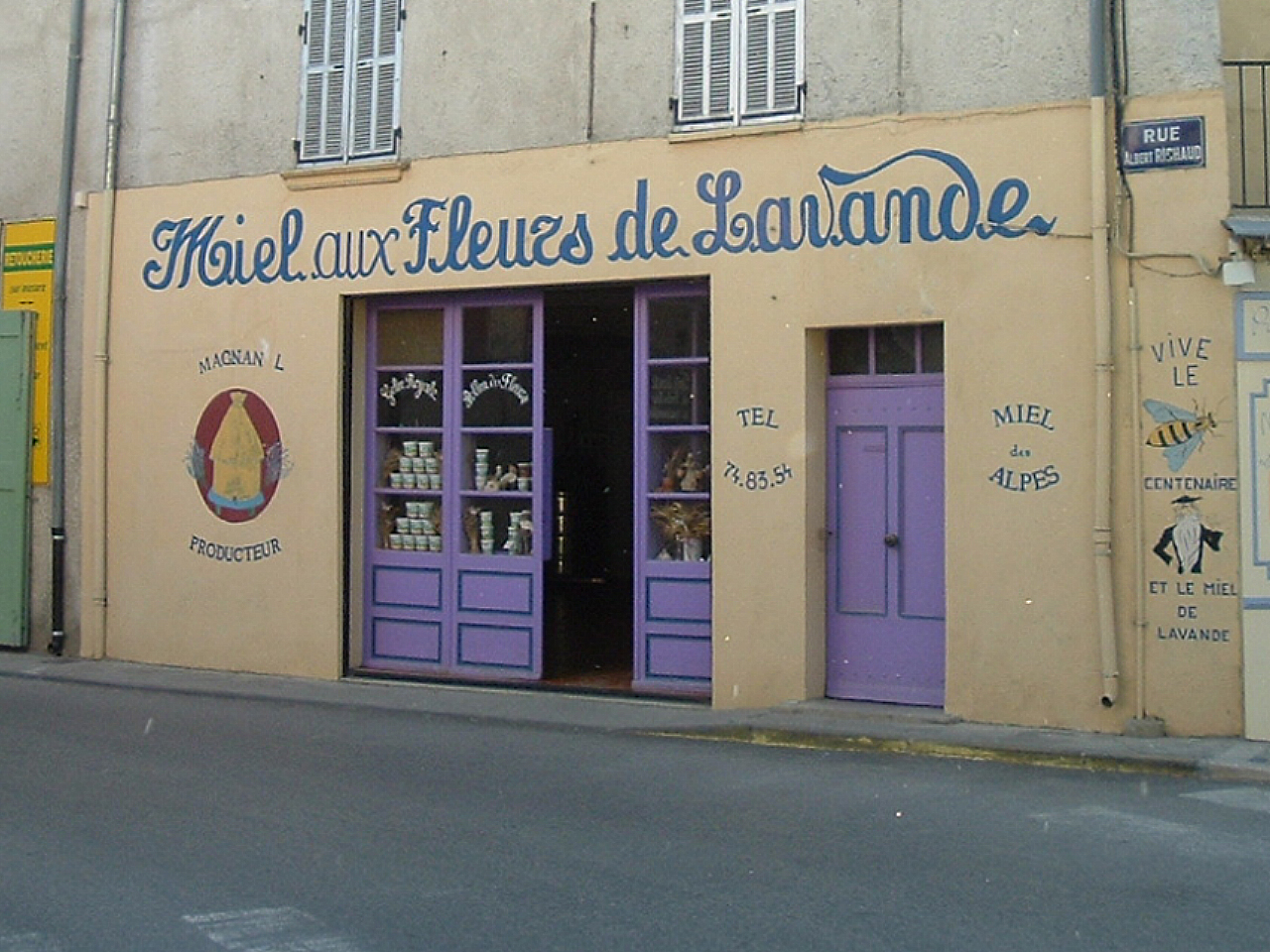
Магазин